# يشعور مخطط
يشعور مخطط (الاسم العلمي: Polytrichum strictum) هو نوع من النباتات يتبع جنس اليشعور من الفصيلة اليشعورية.